# برايم تايم بلايرز
برايم تايم بلايرز هو فريق من مصارعي دبليو دبليو إي يتكون من دارين يونغ وتيتوس أونيل.
بدايتهما في ليجو مايندستورمز إن إكس تي:
في البداية كان دارين وتيتوس أعداء في ليجو مايندستورمز إن إكس تي بداية من الموسم الخامس ولعب تيتوس مع صديقه بيرسي واتسون ‏ ضد دارن ومعلمه شافو جيريرو و استمرت العداوة حتى سرح شافو بعد انتهاء عقده مع دبليو دبليو إي و طرد دارين، في 16 نوفمبر 2011, هوجم تيتوس من طرف دارين الذي عاد، وانتصر أونيل في مباراة بلا قواعد، وبعدها بدأت عداوة بينه وبين صديقه القديم Percy, في 22 فبراير 2012 تواجه الاثنان وانتصر تيتوس الذي واصل اعتدائه على واتسون، فتدخلأليكس رايلي لمساعدة واتسون، وفي 7 مارس، واجه أليكس وواتسون تيتوس وصديقه الجديد يونج وانتصر الأخير، وبعدها دخل الفريق في عداوة مع ذا أوسو.
سماكداون والسباق نحو بطولة الزوجي(2012-2013):
استهل الفريق بدايته في سماكداون يوم 20 أفريل بفوز على ذا أوسو و بدأوا سلسلة انتصارات ضد إيزيكيل جاكسون ويوشي تاتسو ثم سانتينو ماريلا وزاك رايدر و في 18 ماي خسروا ضد أبطال الزوجي كوفي كينغستون وآر تروث, و في سماكداون 1 جوان سمي الفريق ببرايم تايم بلايرز، وفي 10 أوت فاز الفريق على Primo&Epico في مباراة لتحديد المنافس الأول على لقب الزوجي وفازوا بالمباراة بالتجريد من الأهلية وحصل برايم تايم على مباراتهم الثانية في سمر سلام و فازوا بالمباراة ولكنهم لم يحصلوا على اللقب، في 7 سبتمبر بسماكداون فاز الفريق بمباراة تهديد ثلاثي ضد كل من Primo&Epico وذا أوسو ليصبحا المنافسين الأولين على اللقب، لكن، في الأسبوع القادم في راو، خسر الفريق ضد هيل نو (دانيال برايان وكين) الذين أصبحا المنافسين الأولين على اللقب، وفي 25 فبراير 2013 تواجه الفريقان مجددا وخسروا مجددا، وبعد أربع أيام في سماكداون، فاز الفريق بمقعد في مباراة اللقب
سلسلة الهزائم ونهاية الفريق (2013-2014):
واجه الفريق الأميريكيون الأصليون (سيزارو وجاك سواغر) و خسروا، وفي ليلة الأبطال فازوا بمباراة من نوع غانتلت (Guntlet)قبل العرض وحصلوا على مباراة للقب ضد الدرع (The Shield) في نفس اليلة لكنهم خسروا، وثم دخلوا في سلسلة خسائر، ثم تخاصما وجرت في المنيشن شيبر و فاز تيتوس أونيل.
إعادة تكوين الفريق والعودة للمنافسة على اللقب (2015-...):
في 16 فبراير 2015 من راو، قام تيتوس أونيل بحماية دارين يونغ من هجوم ذا أسنشين و تواجه الفريقان في المنيشن شيبر وفاز برايم تايم وحصلوا على فرصة على اللقب في مباراة إليمينيشن شامبر ضد كل من لوس ماتادوريس ولوتشا دراجونز ونيو داي وتايسون كيد و سيزارو لكنهم أقصوا، وفي 4 جوان فاز الفريق بمياراة تهديد ثلاثي ضد لوتشا دراجونز وذا أسنشين و أصبحوا المنافسين الأولين على اللقب في ماني إن ذا بانك.
الفوز باللقب ثم خسارته:
فاز برايم تايم باللقب بعد فوزهم على نيو داي في ماني إن ذا بانك و أصبحوا أبطال الزوجي للمرة الأولى وحافظوا عليه في باتل جراوند لكنهم خسروه في سمر سلام.ملحوظة الاسم دارين يونج-تايتوس اونيل

## وصلات خارجية
- برايم تايم بلايرز على موقع عالم المصارعة على الإنترنت (الإنجليزية)
- برايم تايم بلايرز على موقع عالم المصارعة على الإنترنت (الإنجليزية)